# Alliata (Adelsgeschlecht)

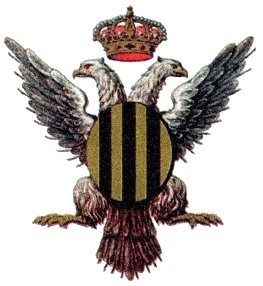
Wappen der Fürsten Alliata

Alliata oder Agliata (ältere Version) ist der Name eines bis heute blühenden italienischen Adelsgeschlechts, das dem Hochadel angehört. Die aus Pisa stammende Familie gelangte in einer Linie nach Sizilien und stieg dort zu fürstlichen und herzoglichen Würden auf. 

## Geschichte

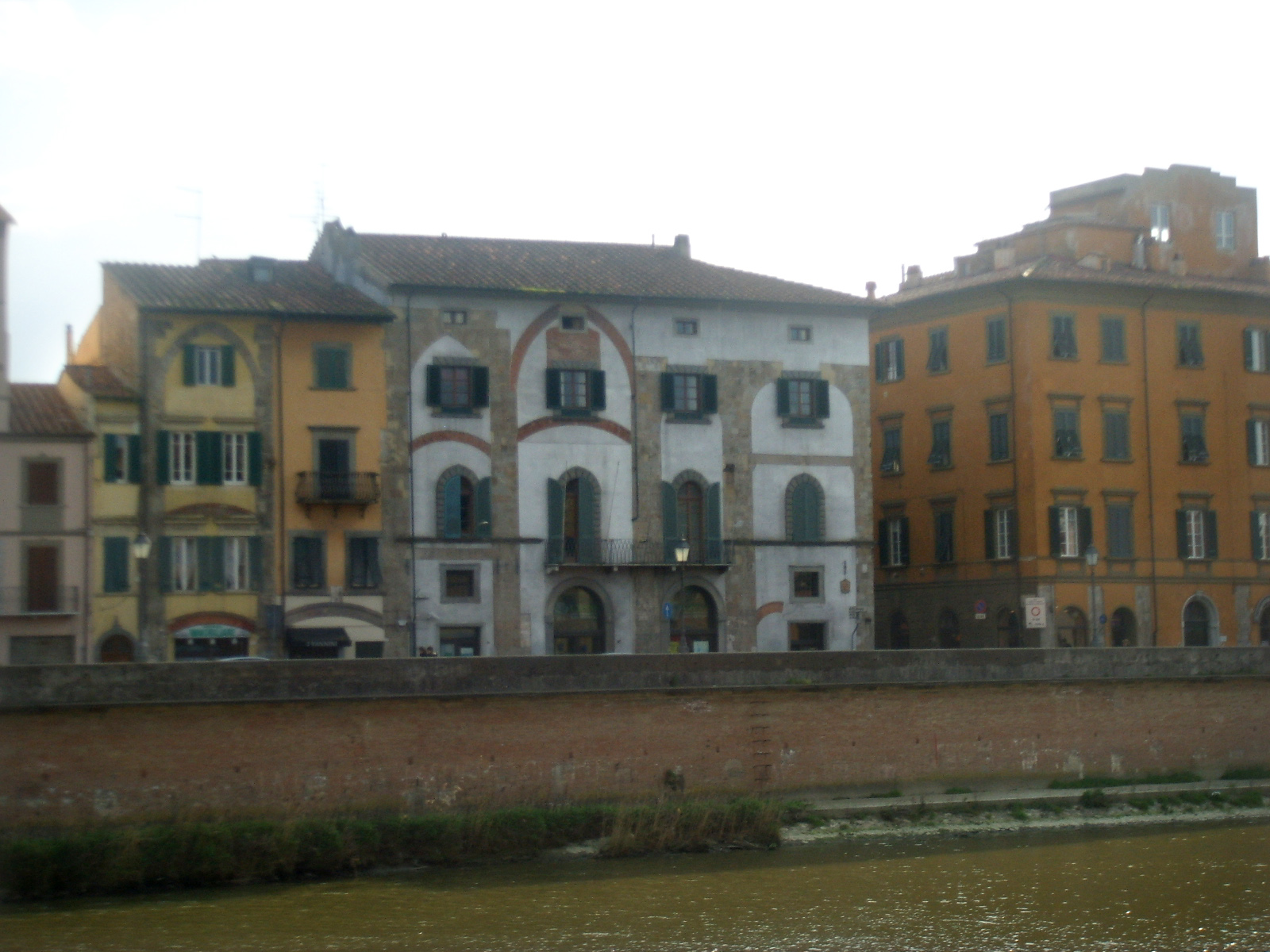
Palazzo Alliata in Pisa

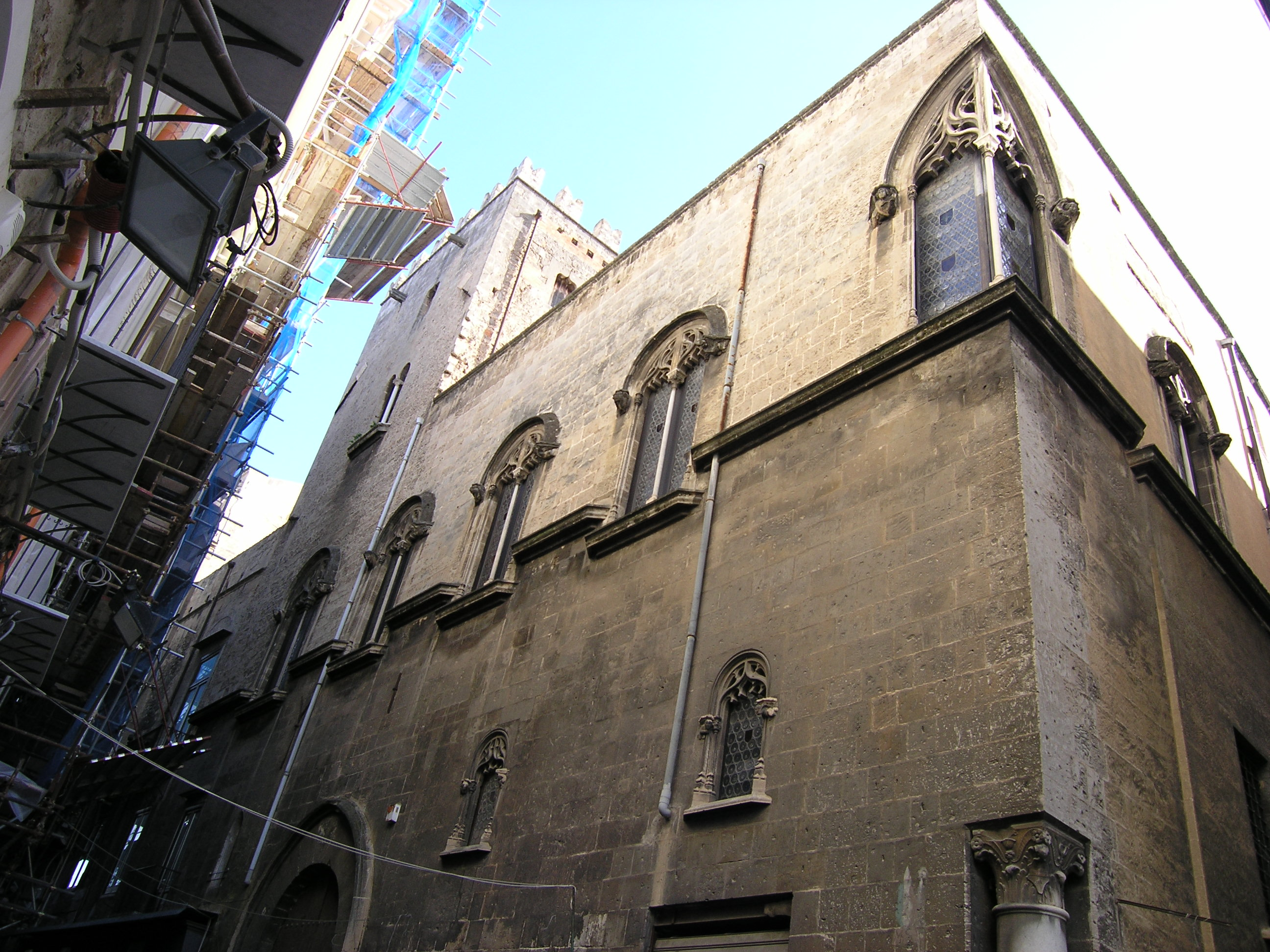
Palazzo Alliata di Pietratagliata in Palermo

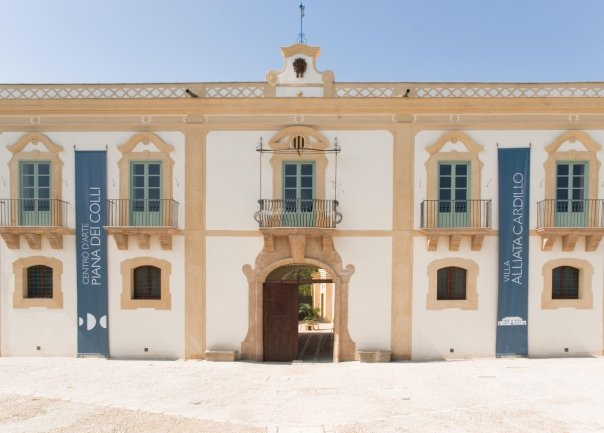
Villa Alliata Cardillo in Piana dei Colli bei Palermo

In Pisa lebte die Kaufmannsfamilie Alliata in ihrem noch erhaltenen Palazzo aus dem 11./12. Jahrhundert. Mit dem Abstieg der Republik Pisa im 14. Jahrhundert ging Fillippo Alliata als Bankier und Handelsherr nach Palermo
, während andere Zweige in der Toskana ansässig blieben. Der sizilianische Zweig erwarb zahlreiche Lehen sowie sieben Fürstentümer, zwei Herzogtümer, eine Markgrafschaft und zahlreiche Baronien. Er blüht bis heute, während der toskanische Zweig Anfang des 20. Jahrhunderts erlosch und von den Grafen della Gherardesca beerbt wurde. 
Ende des 15. Jahrhunderts wurde Antonio Alliata († 1561) aus dem sizilianischen Zweig mit der Baronie Villafranca belehnt, die 1609 vom spanischen König Philipp III., der zugleich König von Sizilien und Neapel war, für seinen Enkel Francesco Alliata (1573–1636) zum Fürstentum erhoben wurde, mit der Würde eines spanischen Granden. 1625 wurde er auch Herzog von Salaparuta. Ebenso wurde er zum erblichen Reichsfürsten (mit der Anrede Durchlaucht) erhoben. 
Don Giuseppe Alliata, 4. Principe di Villafranca (1684–1727), heiratete 1710 Donna Anna Maria Di Giovanni, 4. Principessa di Buccheri, 2.Principessa di Castrorao und Principessa di Trecastagne. Ihr Sohn Don Domenico Alliata (1712–1774), der auch die mütterlichen Titel erbte, heiratete Donna Vittoria Di Giovanni, Principessa di Montereale und Principessa di Ucria, wodurch auch diese Fürstentitel an die Alliata fielen. (Siehe: Adel in Süditalien).
Vom 17. Jahrhundert bis 1838 übten die Alliata das Amt des Erbpostmeisters des Königreichs Sizilien aus. Ihr Sitz war der Palazzo Alliata di Villafranca in Palermo. Auch der Palazzo Alliata di Pietratagliata befand sich, als Erbe der Familie Termine, Fürsten von Baucina, zeitweise im Besitz der Alliata. Von der Familie Valguarnera, Fürsten von Niscemi, erbten die Alliata Ende des 19. Jahrhunderts die Villa Valguarnera, die sie bis heute besitzen. 
Derzeitiger Familienchef ist der Regisseur Francesco Alliata (1919–2015), er trägt die historischen Titel Principe di Villafranca e del Sacro Romano Impero, Duca di Salaparuta, Principe di Valguarnera e di Montereale, di Ucria, Trecastagni, Buccheri, Castrorao e Saponara (Altezza Serenissima, Grande di Spagna di prima classe). 
Die Alliata gehören neben den Filangeri, Gravina, Lancia, Moncada, Notarbartolo, Paternò, Spucches, Stagno, Tomasi di Lampedusa, Valguarnera und Ventimiglia zu den großen Fürstenhäusern im einstigen Königreich Sizilien. Nach dem berühmten Roman Der Gattopardo werden diese auch bisweilen als Die Leoparden bezeichnet.

## Bekannte Familienmitglieder
- Giuseppe Alliata (1684–1727), 4. Principe di Villafranca, Kaiserlicher Feldmarschall[2]
- Domenico Alliata (1712–1774), Kgl. sizilianischer Feldmarschall[2]
- Raniero Alliata di Pietratagliata (1886–1979), italienischer Intellektueller, Insektenforscher und Theosoph
- Francesco Alliata di Villafranca (1919–2015), Filmproduzent, Regisseur

## Literatur

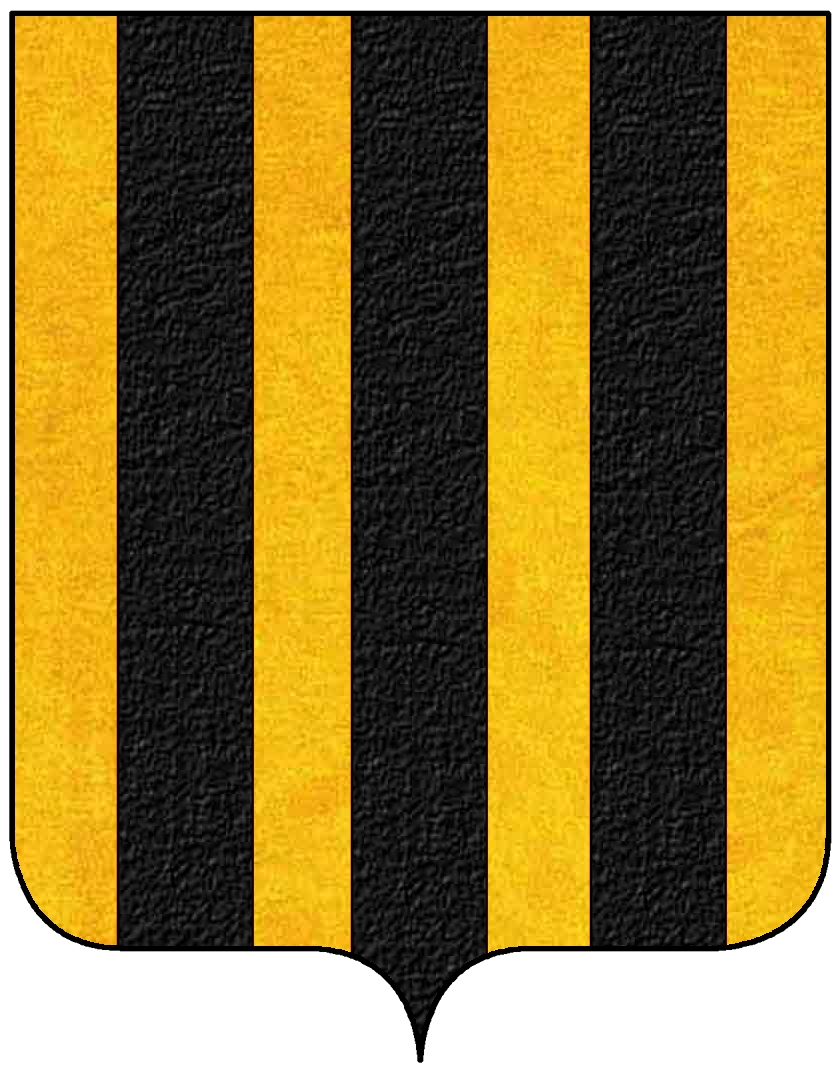
Wappen der Alliata

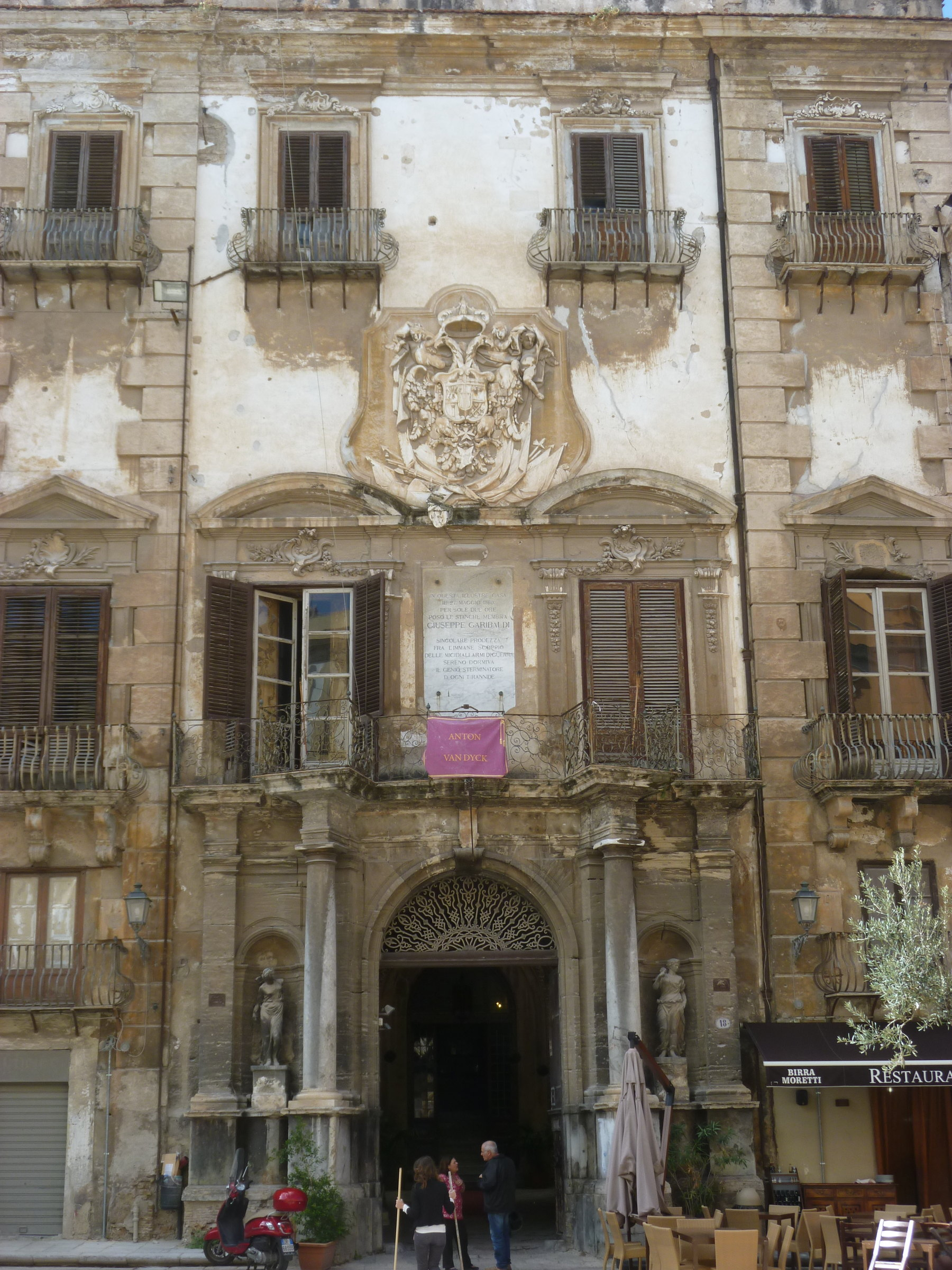
Portal des Palazzo Alliata di Villafranca in Palermo